# ألاك-يون (ساها)
ألاك-يون (بالروسية: Аллах-Юнь) هي مدينة في جمهورية ياقوتيا في روسيا.